# Marisco-pantaneiro
Marisco-pantaneiro (nome científico: Anodontites elongata) é uma espécie de molusco bivalve (animais com uma concha carbonada formada por duas valvas) da família dos micetopodídeos (Mycetopodidae) e subfamília dos anodontitíneos (Anodontitinae).

## Fisiologia
A espécie consta no Catálogo Taxonômico da Fauna do Brasil e Lista da Flora do Brasil 2020. No entanto, os registros ainda são escassos, totalizando 28 (vinte e oito) desde 1990. Ainda assim, existem 02 (dois) exemplares no Estado do Pará. Os exemplares encontram-se distribuídos nas seguintes coleções: Coleção de Malacologia do Museu de Zoologia da Universidade de São Paulo, em São Paulo; Coleção de bivalvia no Museu de Zoologia da Universidade Estadual de Campinas, em São Paulo; e Coleção de Invertebrados não-artrópodos do Museu Goeldi, no Pará.
As conchas do marisco-pantaneiro com de outras espécies do gênero Anodontites (como Anodontites trapesialis) consistem em três camadas diferentes: o perióstraco, a camada prismática e a camada nacarada. Apresenta perióstraco muito fino com espessura de 7,3 ± 1,3 milímetros. Todos os indivíduos são de cor marrom escuro, que pode até ser preto em alguns espécimes maiores. As dobras, ondulações, micro sulcos e projeções também ocorrem nesta espécie. Também possui uma camada nacarada quase três vezes mais espessa que A. trapesialis (650 µm a 240 µm, respectivamente), explicando a resistência da casca do marisco-pantaneiro a agentes externos, oferecendo melhor proteção ao organismo e resiliência ao meio.

## Distribuição e habitat
O marisco-pantaneiro ocorre com certeza no Brasil (Amazonas, Rio Grande do Norte, Amapá, Goiás, Piauí, Trindade, Rio de Janeiro, Rio Grande do Sul, Bahia, Roraima, Santa Catarina, Acre, Rondônia, Alagoas, Maranhão, Pará, São Paulo, Minas Gerais, Ceará, Brasília, Tocantins, Sergipe, Pernambuco, Mato Grosso do Sul, Mato Grosso, Paraná, Espírito Santo, Fernando de Noronha e Paraíba), Colômbia, Peru e Uruguai e pode ocorrer na Bolívia e Paraguai. Como são animais sésseis, ou seja, não se locomovem por membros, os bivalves se encontram no interior de zonas úmidas, como por exemplo, entre rochas numa zona lêntica. São animais de água doce (águas interiores) e não toleram grandes variações de temperatura, como climas muito frios.

## Estado de conservação
Em 2007, o marisco-pantaneiro foi classificado como vulnerável na Lista de espécies de flora e fauna ameaçadas de extinção do Estado do Pará; e em 2018, como pouco preocupante na Lista Vermelha do Livro Vermelho da Fauna Brasileira Ameaçada de Extinção do Instituto Chico Mendes de Conservação da Biodiversidade (ICMBio). Em 2011, a espécie foi registrada na Lista Vermelha da União Internacional para a Conservação da Natureza (UICN / IUCN), onde consta com a rubrica de "dados insuficientes". Ainda não existem medidas de conservação específicas para esta espécie. Mais pesquisas são necessárias para estabelecer o tamanho da população e ecologia, e esclarecer a taxonomia desta espécie. O marisco-pantaneiro faz parte das espécies contempladas no Plano de Ação Nacional para a Conservação das espécies Endêmicas e Ameaçadas de Extinção da Fauna da Região do Baixo e Médio Xingu.